# 米哈伊尔·格罗莫夫
米哈伊尔·列昂尼多維奇·格罗莫夫（俄语：Михаил Леонидович Громов，1943年12月23日—），生於博克西托戈爾斯克的俄罗斯数学家，1992年加入法国国籍。他以极富原创性的观点在“在整体黎曼几何、辛几何、代数拓扑学、几何群论和偏微分方程理论等领域作出了革命性的贡献”（1993年沃尔夫数学奖授奖词）。他是法國法國高等科學研究所(IHÉS)的永久教授成員，也是紐約大學的數學教授。
格羅莫夫贏得了多個獎項，包括2009年的阿貝爾獎，“表彰他對幾何學的革命性貢獻。”。

## 傳記
米哈伊爾·格羅莫夫在1943年12月23日出生於蘇聯博克西托戈爾斯克。 他的俄羅斯父親列昂尼德·格羅莫夫（Leonid Gromov）和他的猶太母親莉亞·拉比諾維茨(Lea Rabinovitz)都是病理學家 。
格羅莫夫在列寧格勒國立大學學習數學，1965年獲得碩士學位，1969年獲得博士學位，並於1973年通過博士後論文答辯。他的論文導師是蘇聯數學家Vladimir Rokhlin 。

## 成果
格罗莫夫最具影响力的工作包括：黎曼几何方面，系统地考察了黎曼流形的收敛性，他在这方面的一系列结果奠定了现代整体黎曼几何研究的基础；几何群论方面，描述了多项式增长群和双曲群，为离散群的研究带来全新的观点；辛几何方面，引入伪全纯曲线的概念，由此形成了格罗莫夫-威滕不变量理论；偏微分方程方面，他提出的同伦原理构成偏微分方程几何理论的基础。

## 奖项和荣誉

### 奖项
- 奥斯瓦尔德·维布伦几何奖(1981)
- 沃尔夫数学奖(1993)
- 勒羅伊·斯蒂爾獎研究貢獻獎 (美國數學學會AMS) (1997)
- 巴尔赞奖数学奖(1999)
- 京都獎（2002）
- 弗雷德里克·埃瑟·内默斯数学奖（2004）[7]
- 波利亚奖(2005)
- 阿贝尔奖(2009)

### 荣誉
- 格罗莫夫是法国科学院院士(1997)[8]。
- 美國國家科學院（1989）、美國藝術與科學院（1989）、挪威科學與文學院、英國皇家學會（2011）的外籍院士[9]